# Juničke planine
Juničke planine (alb. Bjeshkët e Junikut) je dio Prokletija, a nalaze se na granici između Albanije i Kosova. Dostižu visinu od 2,280 m. Na kosovskoj strani je regija Metohija, nekih 8.5 km sjeverozapadno od općine Junik. Park Moronica, na jugozapadu Kosova, označava početak planine Junik. Bitka na Košarama 1999. godine vodila se na obroncima Junika i Prokletija.

## Vanjske poveznice
|  | Zajednički poslužitelj ima još gradiva o temi Juničke planine |